# Cuantificador universal
En lógica, se usa el símbolo {\displaystyle \forall }, denominado cuantificador universal, antepuesto a una variable para decir que "para todo" elemento de un cierto conjunto se cumple la proposición dada a continuación.
{\displaystyle \forall x\in B}

## Ejemplo
Si tenemos dos conjuntos diferentes A y B, y A es un subconjunto de B:
{\displaystyle A\subset B\;\land \;A\neq B\;\land \;A\neq \varnothing }
Todo elemento x de A pertenece a B:
{\displaystyle \forall x\in A\;\Rightarrow \;x\in B}
Al ser A y B conjuntos diferentes como indica el diagrama, podemos decir que no todos los elementos y de B pertenecen a A, siendo esto una garantía suficiente para que dos conjuntos cualesquiera puedan ser diferentes:
{\displaystyle \lnot \forall y\in B:\;y\in A\,}
Es decir: no para todo elemento y de B se cumple que y también pertenezca a A.

## Relación cuantificador universal y el cuantificador existencial
Dada una expresión P(x), según el cuantificador universal se puede transformar en otra equivalente con el cuantificador existencial:
{\displaystyle \forall x\ P(x)\;\Leftrightarrow \;\lnot \exists x\ \lnot P(x)\,}
que podríamos leer: si para todo x se cumple P(x) no existe un x que no cumpla P(x).
Según el ejemplo anterior:
{\displaystyle \forall x\in A:\;x\in B\,}
Para todo x que pertenece a A, se cumple que x pertenece a B. Que podemos expresar:
{\displaystyle \lnot \exists x\in A:\;x\notin B\,}
No existe un x de A, que cumpla que x no esté en B.